# Muerte y funeral de Rainiero III de Mónaco
El funeral de Rainiero III, Príncipe de Mónaco, tuvo lugar en la Catedral de Nuestra Señora Inmaculada en Monaco-Ville el 15 de abril del 2005. Rainiero, uno de los monarcas europeos mas queridos y respetado por su pueblo por su trabajo arduo y leal. Sufrió infecciones en el pecho y los pulmones en sus últimos años y fue hospitalizado en numerosas ocasiones. Fue ingresado en la unidad de cuidados intensivos por insuficiencia renal y cardíaca en marzo de 2005. Falleció el 6 de abril a la edad de 81 años.  Su único hijo, Alberto, estaba junto a su cama. Era el monarca con más años de servicio en Europa en el momento de su muerte, hasta cuando fue superado por Isabel II del Reino Unido.

## Servicio funerario
Los restos de Rainiero fueron depositados a partir del 6 de abril en la Capilla Palatina del Palacio del Príncipe de Mónaco. A los miembros del público se les permitió desfilar frente al ataúd para presentar sus respetos. El día del funeral, las banderas ondearon a media asta. Su ataúd estaba envuelto en una bandera roja y blanca que presentaba el escudo de armas de la Casa Grimaldi y la moto Deo Juvante ("Con la ayuda de Dios"). Fue llevado en una procesión de 170 miembros por diez portadores elegidos de la Compañía de Carabineros del Príncipe que lo llevaron desde el palacio a la catedral en un recorrido de 200 metros. Los hijos de Rainiero, algunos de sus nietos y otros parientes cercanos lo siguieron. Su perro Odin también fue incluido en la procesión. El ataúd se sacó del palacio por la Puerta de Honor, que se cerró simbólicamente después. La banda tocó la "Marcha fúnebre" de Beethoven mientras el ataúd avanzaba por la ciudad y una batería disparó 36 salvas de armas. La marcha fúnebre fue elegida por su hija mayor.
El ataúd fue llevado a la catedral por seis oficiales. Una vez dentro de la catedral, se colocó una espada sobre el ataúd  y los miembros de su familia encendieron velas. Dignatarios y representantes de 60 países estuvieron presentes en la ceremonia, incluidos miembros de las familias reales de Baréin, Bélgica, Bulgaria, Dinamarca, Egipto, Grecia, Japón, Luxemburgo, Noruega, Arabia Saudita, España, Suecia y el Reino Unido. El servicio de 90 minutos fue transmitido por televisión. La música que acompañó la misa de réquiem incluyó el Adagio para cuerdas de Samuel Barber, que se había tocado previamente en el funeral de su esposa Grace. El arzobispo de Mónaco pronunció el elogio, en el que describió a Rainiero como el "príncipe constructor". Continuó agregando: "Para todos nosotros, el príncipe era, por supuesto, el soberano, pero también era un amigo, un miembro de la familia". También describió a Rainiero y a su difunta esposa, la princesa Grace, como "una pareja excepcional, unida por el corazón y el espíritu". Rainiero fue enterrado durante un servicio privado al que asistieron parientes cercanos en la cripta familiar junto a su esposa, que había muerto en 1982. A otra misa celebrada en la catedral asistieron miembros del público.
Los miembros del público dejaron tributos florales fuera de la catedral. Unos 1300 miembros de la policía de Mónaco y Francia fueron los encargados de proporcionar la seguridad. El puerto estuvo completamente cerrado, así como el casino Monte Carlo y otros negocios, que también cerraron el día de su funeral.

## Dignatarios presentes en el funeral

### Casa de Grimaldi
- El príncipe de Mónaco, hijo del príncipe Rainiero y elevado a Príncipe Reinante y Soberano.[8]
- La princesa de Hannover, hija del príncipe Rainiero.[8]
  - Carlota Casiraghi, nieta del príncipe Rainiero.[8]
  - Pierre Casiraghi, nieto del príncipe Rainiero.[8]
- La Princesa Estefanía de Mónaco, hija del príncipe Rainiero.[8]
- La Princesa Antonieta de Mónaco, hermana del principe Rainiero.[8]

### Casas reales extranjeras
- Reino Unido: El príncipe Andrés, duque de York, en representación de su madre, la reina Isabel II del Reino Unido.
- Bélgica: el rey Alberto II de Bélgica y su esposa la Reina Paola[3]
- Noruega: la reina Sonia de Noruega, en representación de su esposo, el rey Harald V de Noruega.[6]
- Suecia: el rey Carlos XVI Gustavo de Suecia, acompañado por su esposa, la reina Silvia de Suecia.[6]
- España: el rey Juan Carlos I de España, acompañado por su esposa, la reina Sofía de Grecia.[8][3]
- Liechtenstein: El príncipe Juan Adán II de Liechtenstein.[8][8][8]
- Irlanda: la presidenta  Mary McAleese.[3]

### Farándula
- Karl Lagerfeld.[8]